# 橋本裕之
橋本 裕之（はしもと ひろゆき、1957年4月21日 - ）は、元・中国放送 (RCC)アナウンサー、ラジオパーソナリティ。京都市出身。

## 来歴・人物
高校生時代に声の大きさを買われて、放送部でアナウンスを務めた（無理矢理だったという話もあった）のが放送の世界へ進む第一歩だったという。
立命館大学法学部法律学科卒業後、1980年4月に中国放送に入社。主としてプロ野球や駅伝などのスポーツ中継を担当した。
一時異動によりアナウンス職を離れ、2014年4月時点では福山放送局長を務めていた。
2016年1月にアナウンス部に復帰。以降はシフト勤務のニュースをテレビ・ラジオとも時折担当することがある。RCCアナウンサーのホームページへのプロフィールへの再掲載が遅れ、1月復帰時点では掲載されていなかったが、同年6月に新人アナウンサーの伊東平と同時に掲載された。
連続30曲、カラオケで歌い続けたことがあるという。
2022年9月30日、定年退職。退職後は2024年12月までの時点でフリーでの活動を行っていない。

## 過去の出演番組

### テレビ
- スポーツ中継実況(1985年9月～1997年9月)
- 家庭ジャーナル（1980年代初頭まで放送されていた午前中の主婦向け情報番組）
- 旬感!ブランチ（2005年4月～2006年3月、2006年4月より「旬感!アミーゴ」に改題し、放送日時も変更）
- 旬感!アミーゴ（2006年4月～2006年9月。2006年10月から司会は田中俊雄アナウンサーに交代）
- テレビ対談番組「きら人」（2009年5月～2012年3月） MC
- JNNニュース・報道特集・Nスタ（内包ローカルニュース）

### ラジオ
- スポーツ中継実況(1985年9月～1997年9月)
- ウイークエンドリクエストベスト20（1981年頃）
- おはようラジオ（本名正憲アナウンサーが休暇の際等は現在も代理での出演がある。2017年は本名が眼の治療を兼ねた2週間の休暇のため、8月21 - 25日に担当）
- なんでもジョッキー（1980年代）
- ラジオコラム（中国新聞論説委員とのトーク番組）
- スキです!土曜どんぶり（1990年代初頭に放送されていた土曜日朝の番組）
- 広島市民とともに（広島市政番組）
- 音楽アラカルト (寺内優との週替わり)
- びんご朝市! 井戸端ラジオ（福山放送局制作。日曜7：15～7：45）
- 中国新聞ニュース